# Cumone
Il Cumone è un fiume di 22 km che scorre a Bonorva (SS).

## Corso del fiume
Nasce a Bonorva con il nome di rio Pontigia e sfocia nel Temo.